# Мнишек, Урсула
Графиня Урсула Мария Анна Мнишек (урождённая Замойская, в первом браке —  Потоцкая; 1757 — 1816) —  жена  графа Михаила Мнишека и племянница последнего польского короля Станислава Понятовского; дама большого креста ордена Святой Екатерины (20.03.1787) и статс-дама двора (05.04.1797). Более известна тем, что первая занялась распространением прививки оспы в Речи Посполитой.

## Биография
Дочь ордината замойского и воеводы подольского Яна Замойского (1716—1790) от брака его с Людвикой Марией Понятовской (1728—1808), старшей сестрой польского короля. Получила хорошее домашнее воспитание, изучала живопись, интересовалась литературой и играла в любительских спектаклях.
В 1773 году  вышла замуж за своего двоюродного брата, богача Винсента Потоцкого (1740—1825). Брак был   неудачным и бездетным. 20 января 1777 года Потоцкий предпочёл развестись с женой, отдав ей в отступные Люблинский уезд, и уехал в Париж. Согласно донесениям английских дипломатов, одно время «потёмкинская» партия в Варшаве хлопотала об устройстве его брака с графиней Урсулой, чем пыталась ввести светлейшего в круг польской аристократии. Сама Замойская была не прочь вступить в новый выгодный для себя союз, но все усилия польских сторонников Потёмкина окончились ничем.
19 февраля 1781 года Урсула Замойская стала женой другого своего двоюродного брата графа Михаила Мнишека (1748—1806), бывшего при польском дворе «маршалом литовским». Венчание состоялось в Варшаве в церкви отцов Театинцев и для заключения брака потребовалось папское разрешение.  

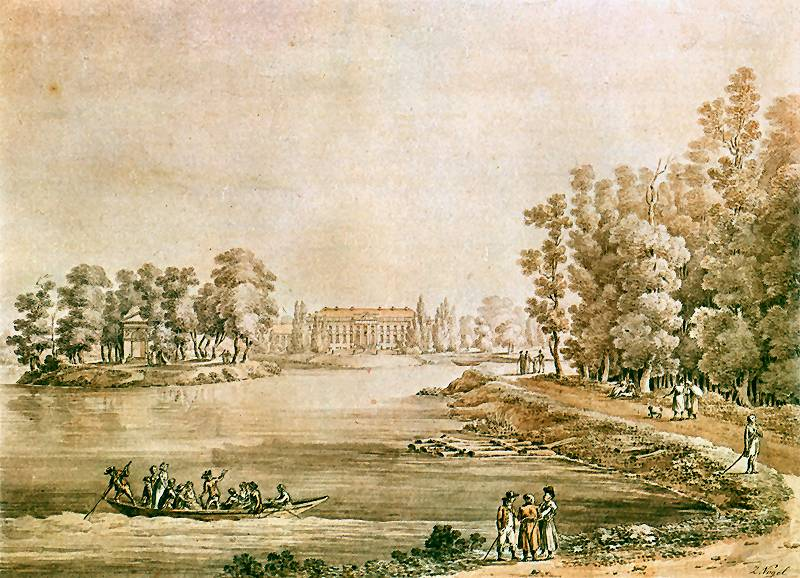
Дворец в Демблине (1796)

Будучи любимой племянницей польского короля, графиня Мнишек входила в ближайшее его окружение и часто исполняла роль хозяйки на официальных приёмах. Говорили, что именно для неё Понятовский поручил архитектору Доминико Мерлини реконструировать дворец в Демблине. В октябре 1781 года в резиденции графа Мнишека в Вишневецах во время своего заграничного путешествия несколько дней гостил великий князь Павел с супругой. В честь наследника был устроен грандиозный обед и бал, на котором присутствовало большое количество гостей. Весной 1782 года Урсула Мнишек вместе с мужем впервые посетила Санкт-Петербург, где она была представлены ко двору и допущена к малым выходам. В столичном обществе она получила репутацию  не только красавицы, но и была известна своей болезненной гордостью и недоступностью. В это же время был исполнен её знаменитый портрет работы Д. Г. Левицкого.
В марте 1787 года супруги Мнишек сопровождали короля Станилава Августа в Киев для свидания с Екатериной II. Там императрица допустила графиню Урсулу в свою спальню и лично возложила на неё императорский орден Святой Екатерины. На обратном пути в Херсоне  Мнишеки были представлены императору Иосифу II. В июне того же года графиня Урсула в компании с мадам Витт  и во главе двенадцати отважных польских дам села в Херсоне на торговый корабль «Екатерина Великая» и отправилась в Константинополь. Внешне их поездка на Восток, длившееся два месяца, носила развлекательный характер. Путешественники везли с собой музыкантов и палатки, а в пути репетировали трагедию Расина. Однако, большинство историков убеждено, что миссия их носила скорее разведывательный характер, чем туристический, и  была устроена одним из европейских дворов.

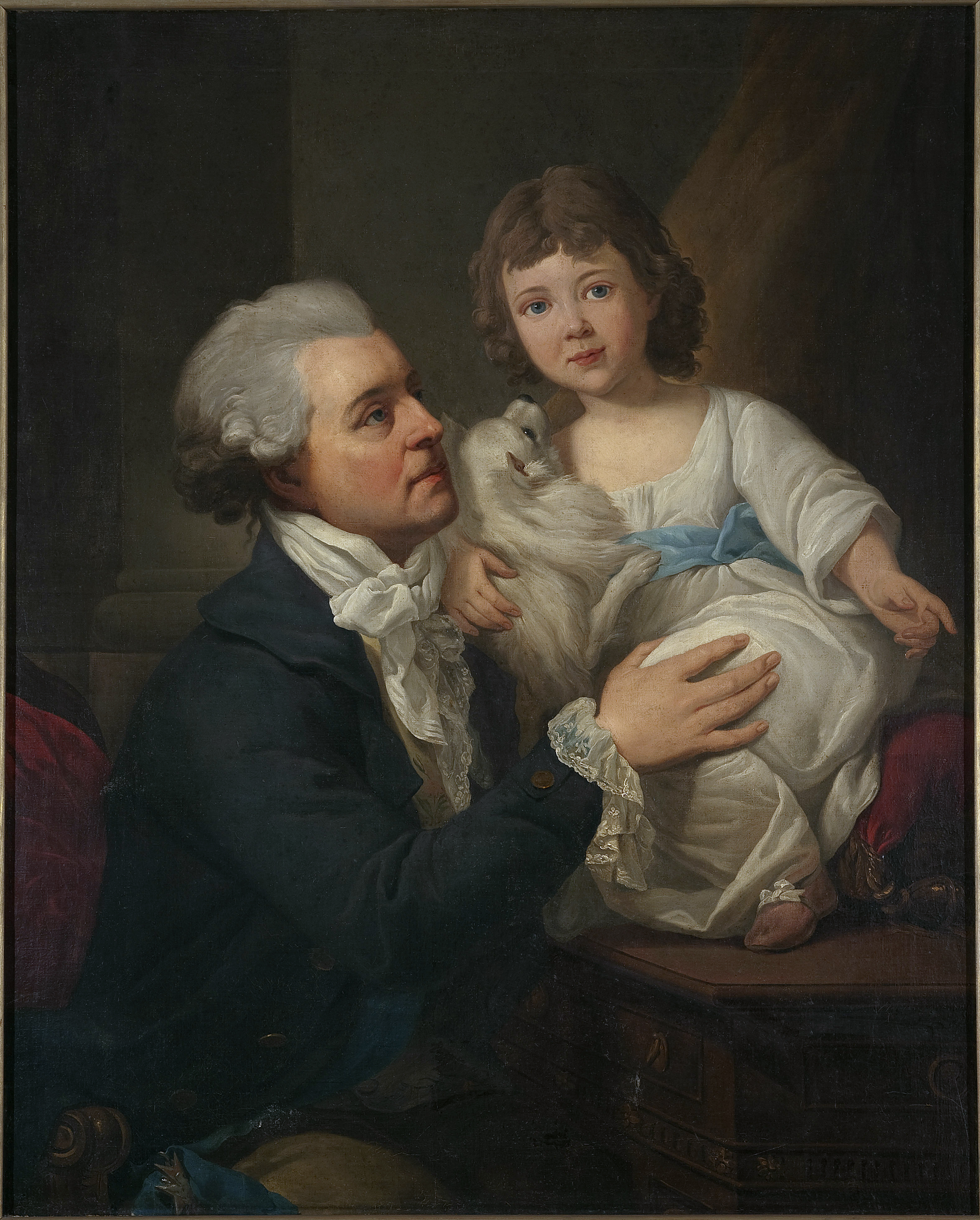
Граф Мнишек со старшей дочерью Изабеллой (1795)

В преддверии русско-польской войны графиня Мнишек уехала к матери в Вену. Её отъезд вызвал много неодобрительных отзывов в польском обществе. В 1793 году она сопровождала мужа на Гродненский сейм, где граф Мнишек отказался подписывать акты о разделе Речи Посполитой и покинул должность великого маршалка коронного. После подавления восстания Костюшко высочайшим рескриптом от 21 ноября 1794 года основным местом пребывания короля Станислава-Августа был избран Гродно. В это время графиня Урсула с семьёй находились в Варшаве. Не имея средств для жизни в столице, она пытались получить паспорт на выезд, но всякий раз получала отказ. Мнишеки были почти разорены, единственное, что у них осталось - значительно опустошённое староство Люблинское, куда они думала отправиться, уступив своим кредиторам имение Вишневец. Заботясь о материальном благосостояние своих родных, король Станислав-Август помогал им как мог и просил императрицу о дозволении жить им вместе с ним в Гродно. Получив разрешение, 12 июня 1795 года Мнишеки прибыли в Гродно и вместе с другими многочисленными родственниками поселились в королевском замке. В ноябре 1795 года Понятовский отказался от польской короны. 

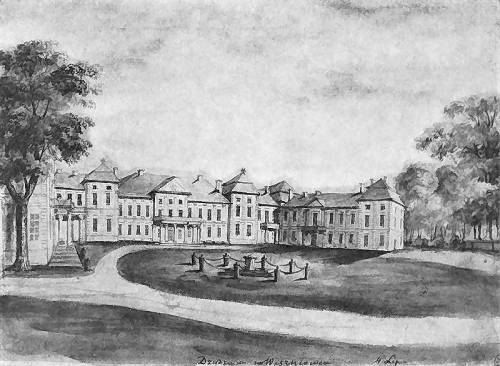
Дворец в Вишневецах

На фоне праздной гродненской жизни Урсула Мнишек с матерью пыталась в первую очередь сохранить своё состояние. При дворе они составляли русскую партию и в борьбе за влияние на короля много интриговали против маршала королевского двора графа Мошинского и его камергера Онуфрия Кики. Мнишеки принадлежали к небольшой группе людей, которым было дозволено поехать вместе с королём в середине февраля 1797 года в Петербург. Они разместились в Мраморном дворце, где им было отведено помещение. По желанию императора Павла I в апреле 1797 года Мнишеки присутствовали при коронации в Москве, где графиня Урсула была пожалована в статс-дамы двора. В столице супруги вели светский, крайне расточительный образ жизни, чем серьёзно обременяли королевские финансы. После смерти Понятовского в 1798 году Мнишеки вернулись в Польшу и поселились в Вишневецах, где занимались благоустройством усадьбы.
Овдовев, графиня Урсула переехала в имение в Демблине, где, по словам  князя А. Б. Куракина, жила в полном уединение и не могла утешиться после потери мужа. В 1808 году она с дочерьми проживала в Вене, а потом два года в Париже. Много интересных слов о ней оставила в своих мемуарах графиня А. Потоцкая. По её словам, очень добрая, но весьма недалёкая и до смешного тщеславная, графиня Мнишек считала себя вправе настаивать на прерогативах принцессы крови. С орденом Св. Екатерины она почти не расставалась, из-за чего в венском обществе ее так и прозвали графиней звездой. В Париже она давала великолепные, но очень скучные вечера, на которые приглашала захудалых вельмож и никому неизвестных писателей, но и те при малейшей возможности исчезали из ее салона. Причём она даже и не подозревала, в какое смешное положение часто ставила себя. В последние годы своей жизни графиня Мнишек всецело была занята тем, чтобы с помощью роскоши и богатства поддерживать блеск своего происхождения.
Точная дата и место её смерти не известны. Указанный в родословных росписях 1808 год кажется сомнительным. Есть сведения, что графиня Мнишек умерла во Львове в 1816 году. Оставила обширное эпистолярное наследие и воспоминания. Ей было посвящено несколько латинских стихов кардинала Анджело Дурини и знаменитая песнь Селестина Чаплика.

## Дети
В браке имела четырёх детей: 
- Михаил (1785—1785)

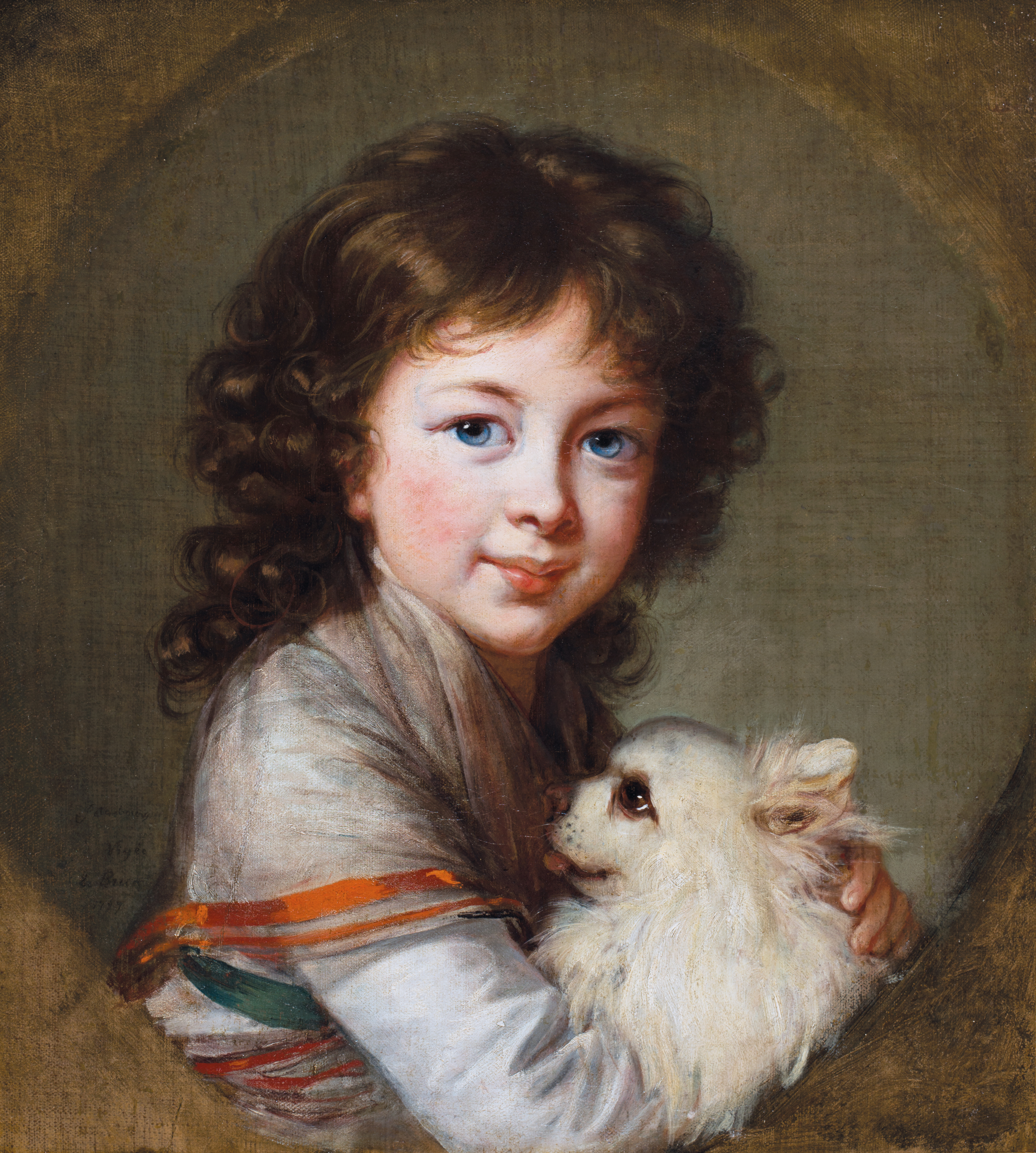
Изабелла Мнишек (1797)

- Изабелла (1790/92—1852), наследница усадьбы в Демблине, 3 февраля 1807 года была выдана замуж за князя Доминика Радзивилла, но через  четыре недели после свадьбы была оставлена им ради Теофилы Моравской. Бракоразводный процесс закончился 15 январе 1809 года и обошёлся князю в 2 млн. золотых. В 1814 году стала женой барона Августа де Канон, маркиза де Виль (1774—1857), получившего от императора Александра I польское имя и титул графа Демблинского.
- Кароль Филипп (1794—1846), учился в Кременце, член судебной образовательной комиссии, геральдик, коллекционер и библиофил. Его сын художник граф Андрей Мнишек (1823—1905).
- Паулина Констанция (1798—1863), родилась в Петербурге, крестница императора Павла I, с 29 сентября 1818 года жена князя Антония Яблоновского (1793—1855).